# クローバー子供図書館
クローバー子供図書館（クローバーこどもとしょかん）は、福島県郡山市開成六丁目にある私立図書館。公益財団法人金森和心会が設置・運営する。個人が創設した家庭文庫から私立の公共図書館にまで発展した稀有な存在である。
郡山市図書館とともに郡山市内の子供の読書活動の中核を担い、親子3世代に渡って利用する市民も存在する。郡山市図書館のサービスの隙間を埋めつつ、独自の活動を行っている。

## 歴史

### 個人経営の図書館（1952-1963）
1952年（昭和27年）3月8日、金森好子（かなもり こうこ）はクローバー子供図書館を桑野清水台（現・郡山市開成）の自宅に開設し、自費で買い集めた児童書を地域の子供たちに向けて開放する活動を開始した。当時の日本では悪書追放運動に伴い、「子供たちによい本を」との考えから個人が子供のために自宅を開放して読書活動を行う「家庭文庫」の活動が起こり始めた時期であり、クローバー子供図書館も家庭文庫の範疇にあった。とは言え、当時は図書館員の間でも児童サービスの重要性を認識している人は少なく、児童図書館研究会の発足よりも1年早かったことから、非常に先駆的な活動であったと言える。開館は毎週日曜日のみで、自室と廊下に並べた176冊の本を地元の小中学生に読んでもらうという形式の図書館であった。なお、館名の「クローバー」は、好子の自宅がクローバーに囲まれていたことに由来する。同年12月25日、クリスマス会を開催し、以後毎年開催する恒例行事となった。
1953年（昭和28年）4月より個人（子供）への貸し出しを開始し、同年7月25日に図書館報「クローバー子供新聞」を創刊した。翌1954年（昭和29年）には土曜日にも開館するようになる。好子の活動は日本中の児童書関係者に大きな刺激を与え、1955年（昭和30年）3月17日には品川区立図書館大崎分館で「金森好子氏を囲む懇談会」が開催されたほか、家庭文庫が日本各地に誕生し、公共図書館には児童室が設置されるようになった。
1955年（昭和30年）になると、東京在住の有志により「クローバー子供図書館を育てる会」が発足し、図書の寄贈運動を展開した。同会は1960年（昭和35年）まで図書を寄贈し続け、図書館を支えた。1955年（昭和30年）6月26日には、好子の父であり郡山精神病院（現・針生ヶ丘病院）の院長であった金森五郎が自邸内に独立した図書館を建設した。同時に、大人や団体への貸し出しも開始した。この頃には、蔵書数8,000冊、会員数400人の規模となっており、お話の会や歌の会などの行事を開き、引き続きクローバー子供新聞を発行していた。図書館は木造平屋建てで、床面積は20坪（≒66.1 m2）ないし30坪（≒99.2 m2）であった。1956年（昭和31年）より図書館の運営に好子のほかにもう1人が加わることになった。
当時の郡山市には、すでに公立の郡山市図書館が存在したが、休日を中心に小中高生であふれ返っており、漸次蔵書を増やすも不足がちであった。1959年（昭和34年）1月、アジア財団から2万円の寄付を受け、名倉こどもの会代表の森永薫とともに「名倉バス文庫こまどり」と名付けた移動図書館の運用を開始した。バス文庫の開館式には児童文学者の村岡花子が東京から駆け付け、地元住民による「名倉バス文庫こまどりの歌」まで作られて華々しくデビューしたが、活動は2年弱で終了した。

### 病院経営への移行と発展（1963-1998）
1963年（昭和38年）4月に郡山精神病院の運営する図書館となる。好子はこの時、正式に館長に就任した。1966年（昭和46年）には好子を含めて職員3人体制となり、おはなし会を開催するようになった。1968年（昭和48年）9月、郡山精神病院内に「職員文庫」を設立する。
1970年（昭和45年）4月にはクローバー子供新聞を「だんごっぱな」に改題した。翌1971年（昭和46年）に「職員文庫」を入院患者にも開放して「院内文庫」に改称した。この頃には児童書6,000冊、一般書1,500冊を保有し、月曜日に休館していた。1974年（昭和49年）4月より幼児への貸し出しを開始した。また1975年（昭和50年）から1986年（昭和61年）にかけて児童文学を読む大人のための読書会、おはなし勉強会「どんぐりの会」、児童文学講座という大人向けの行事を立て続けに開始した。
この間、1973年（昭和48年）6月に「郡山子どもの本をひろめる会」が発足して子供に良い本を届けようという運動を展開し、家庭文庫（当地では「子供文庫」と呼称）が郡山市内各所に誕生した。子供文庫では、自前の図書のほかにクローバー子供図書館や郡山市図書館の本を利用して活動を行っており、1975年（昭和50年）には子供文庫連絡会を立ち上げ、郡山市図書館の蔵書充実を訴えた。翌1976年（昭和51年）5月にはこれらの団体の共催で「郡山市の図書館を考える集い」をクローバー子供図書館で開催し、郡山市図書館の基本計画策定や移動図書館を2台に増やすよう求める「郡山市民の図書館をそだてる会」の結成の契機となった。同会の活動は後に郡山市図書館の新館建設運動へと発展し、1981年（昭和56年）に実現することとなる。
これまでの活動実績が認められ、好子は1984年（昭和59年）11月10日に高橋堯市長から市制60周年記念の表彰を受け、翌1985年（昭和60年）6月25日に全国公共図書館協議会表彰、1987年（昭和62年）3月には伊藤忠記念財団から子供文庫功労賞、1994年（平成6年）1月8日に「街こおりやま」の第5回ふるさと大賞を受賞した。1985年（昭和60年）10月30日には日本図書館協会会長の永井道雄から財団法人郡山精神病院理事長・金森健が図書館功労者として表彰された。健は、創設者・好子のきょうだいで、クローバー子供図書館を病院経営に移行して質的向上を図り、「児童図書館のモデル」とまで言われるほどに充実させたことを評価された。同時に、郡山市図書館で22年に渡り館長を務めた山崎義人も功労者表彰を受けた。
1986年（昭和61年）度の蔵書数は33,881冊、貸出冊数は32,317冊、入館者数は6,154人、会員数は709人で、おはなし会は年間39回開催し532人が参加していた。この頃の職員は3人で、いずれも病院業務との掛け持ちで、子供たちと親しく会話しながら図書館業務を行っていた。図書館の本を利用すると、子供たちは読書カードにシールを貼ってもらうことができた。山崎義人は「郡山の誇りと言っても過言ではない」と評している。同時期に郡山市内には18もの子供文庫があり、独自の活動を行っていた。
1992年（平成4年）には館長含め4人体制に拡充された。1994年（平成6年）4月、財団法人金森和心会クローバー子供図書館に改称する。1996年（平成8年）、永年館長を務めた金森好子が館長を退任した。開館から1997年（平成9年）までに37万人が来館し、約130万冊を貸し出した。

### 休館から復活へ（1998-）
好子館長が退いてから2年後の1998年（平成10年）12月、クローバー子供図書館は建物の老朽化を理由に休館し、以降は針生ヶ丘病院内での運営となった。1999年（平成11年）3月に最後の館報「だんごっぱな」290号を発刊し、12月には蔵書のうち第二次世界大戦前に発行された児童書・研究書など1,304冊を国際子ども図書館に寄贈し、同館の貴重なコレクションとなった。
しばらくの休館が続いていたが、その間には図書館の再開を望む利用者の声が多く、2007年（平成19年）に新館を建設して活動を再開した。同年7月22日に、休館前の図書館関係者や近隣住民を招待してオープンセレモニーを挙行し、8月1日に正式開館となった。再開を祝う来館者は、自身の子供時代の図書館での思い出を職員に語ることもしばしばあった。2008年（平成20年）4月23日、子供の読書活動優秀実践図書館として文部科学大臣表彰を受けた。
2011年（平成23年）の東日本大震災とそれに伴う福島第一原子力発電所事故により、クローバー子供図書館では、館外のウッドデッキの放射線量が高くなり除染作業が終わるまで一時デッキを閉鎖した。クローバーの庭も表土を除去するため、一時クローバーが姿を消すこととなった。また2011年（平成23年）3月下旬より郡山市の子供の心のケアのプロジェクトに参加し、避難所や幼稚園・保育所で出張読み聞かせを開始した。当初は、子供たちに読み聞かせをしても無表情で落ち着きがなかったが、読み手がわらべ歌を取り入れるなど試行錯誤する中で、元気になっていったという。図書館そのものの利用者数は、放射線被曝の心配から外遊びができなくなったため一時的に増加したものの、その後は転出者の増加で減少に転じた。

## 創設者・金森好子
金森 好子（かなもり こうこ、1932年2月7日 - 2005年10月24日）は、日本の図書館員。1932年（昭和7年）に、金森五郎の長女として新潟市に生まれ、1952年（昭和27年）に20歳にしてクローバー子供図書館を創設する。以降、家庭文庫の先駆者として児童書関係者に多大な影響を与えた。1958年（昭和33年）から1963年（昭和38年）までと1969年（昭和44年）から1989年（平成元年）まで郡山市図書館協議会委員を務め、児童図書館研究会では福島支部長として活動、福島県内の図書館関係者による「図書館活動を話し合う仲間の会」の設立に尽力した。1996年（平成8年）にクローバー子供図書館長を退職し、2005年（平成17年）に73歳でこの世を去った。
好子は「遊び心の中に読書を導入することが大切」と語り、館内には子供への配慮が随所に見られた。連綿と発行し続けた館報には「読書指導」や「読書推進」といった仰々しい言葉は登場せず、淡々と目の前にいる子供たちに本を手渡し続けた好子の人柄が反映されている。子供時代の利用者である広瀬容子は、周囲の人から「館長」と呼ばれていたので偉い存在であるという認識はあったものの、子供と同じくらいの背丈の痩せた猫背のおばあさんという印象で、組織のリーダーというイメージからはかけ離れていたと語っている。また、子供図書館を運営している割には、「大の子供好き」には見えず、「子供を教育してやろう」という態度も感じられず、むしろ本好きの少女がそのままおばあさんになった「おとなこども」のような不思議な存在であったという。読み聞かせやおはなし会では、時折自ら行ったが、その時は蚊の鳴くような小さな声で、淡々と自分の言葉で語り聞かせ、子供たちは聞き漏らすまいと集中して聞いていた。広瀬容子は好子の語る「ちいさいちいさい」、「ちいちゃいちいちゃい」というフレーズが記憶に残っていると記している。
没後1年を迎えた2006年（平成18年）に、金森の功績を讃えて、特集「金森さんとクローバー子供図書館」が雑誌『こどもの図書館』上で組まれた。福島県立図書館では、金森好子やクローバー子供図書館に関する資料を重要な児童図書館史の資料および郷土資料として収集に努めている。

## 利用案内
- 開館時間：13時から18時まで
- 休館日：日曜日、月曜日、第2・4土曜日、月末、特別整理期間、年末年始
- 貸出制限：会員登録すること（無料）
  - 住所要件はない。2018年（平成30年）現在の登録者数は827人[1]。
- 貸出可能冊数：5冊
  - 読書週間などに貸出無制限になることがある[27]。
- 貸出可能期間：2週間
- 返却場所：図書館カウンター、ブックポスト
- 予約、レファレンスサービス可能。
  - 複写サービスは行っていない[6]。

### 分室
1993年（平成5年）、医療法人仁寿会菊池医院（郡山市本町一丁目14番21号）にクローバー子供図書館分室が設置された。同医院は小児科を開業しており、読み聞かせを通した親子の会話のきっかけ作りを目的に、クローバー子供図書館の分室を置き、本館から200冊の定期的な配本を受けている。2019年（令和元年）現在は入院病棟を休止しているが、入院を受け付けていた頃には上記の目的のために、あえて病室にテレビを設置せず、そこから生まれた親の体験談を綴った小冊子『テレビがない!! クローバー子供図書館分室ノートから』を1998年（平成10年）に発行した。

## 特色
蔵書の8割を児童書や絵本などの子供向けの本で占める一方、一般向けの本・雑誌も所蔵している。これには「親子で読書に親しむ機会を持ってほしい」という図書館員の願いが込められており、図書館では毎月「選定会」を開いて選書を行っている。
郡山市図書館からの信頼も厚く、郡山市図書館の司書が自館の利用者に対してクローバー子供図書館の利用を勧めることもある。
クローバー子供図書館は、金森和心会の「良心の象徴」として運営されており、次の3つの基本コンセプトを定めている。
- 健やかな子供の心を育てる図書館
- こころとからだの病気を理解するための図書館
- 高齢者と子供のかかわりの場としての図書館

図書館では子供たちへの声かけを心がけており、最初のうちは恥ずかしがっている子供たちも、何度も通ううちに今日の出来事や面白かった本などについて話し始めるようになるという。

### 建物
図書館の建物は木造2階建てで、天文台のようなドーム状の屋根を持つ部屋の両側に羽のように2つの部屋がくっついた形をしており、おとぎ話の世界のようにデザインされている。ドーム部分は2階建てで、羽の部分は平屋建てである。入り口は南西側の「羽」の部分にあり、入って左側にトイレと授乳室、右側（ドーム内）に閲覧室がある。
閲覧室の上側（北側）の壁に物語（児童文学）の書架が並んでおり、左端に2階へ上がる階段、その右隣に絵本の書架、その上側に成人用の図書と雑誌があり、その右側にノンフィクションの書架がある。書架は再開前の旧館で使っていたものを再利用している。下側（南側）の壁は多面体になっており、児童はそのくぼみを利用して本を読む。床板はムクノキでできている。閲覧室の右側（東側）に連なる「羽」の部分にカウンターがあり、その奥に事務室と書庫がある。
螺旋階段を上がった2階には「研究図書」や復刻版の図書が置かれており、どちらかと言えば大人向けの本が並ぶ。その先にお話の部屋があり、天井には3つの窓が付けられている。お話の部屋ではおはなし会のほかに工作教室なども開かれる。
図書館の外の南側にはウッドデッキが付属しており、その南側には「クローバーの庭」と足洗い場がある。ウッドデッキは除染作業のため一時使用できなくなっていたが、除染後は以前のように子供たちが走り回る遊び場として利用されている。

### 館報
クローバー子供図書館では1953年（昭和28年）から1969年（昭和44年）までクローバー子供新聞、1970年（昭和45年）から1999年（平成11年）までだんごっぱなを館報として発行していた。2019年（令和元年）現在は「クローバーつうしん」を発行している。クローバー子供新聞は121号、だんごっぱなは290号まで発行しており、福島県立図書館や日本図書館協会が一部を所蔵している。
クローバー子供新聞の初期の発行分はガリ版印刷で、金森好子が自ら藁半紙に刷っていたものと見られる。内容は新刊案内、行事予定、よく読まれた本などの一般的な「図書館だより」に掲載されるものから、クイズ、利用者である子供の作文、たくさん本を読んだ人の名前まで掲載していた。この作文には、遠足で捕まえたウサギを料理してもらった体験を綴った「うさぎとり」、金森五郎院長の仲介で東京に就職が決まった姉の話を記した「ねえさんのしゅうしょく」などがあり、当時の郡山市民の生活の一端を伝えている。このほか、1964年（昭和39年）には岩崎京子が寄稿した「どろんこパーティー」、1965年（昭和40年）には生源寺美子の「しもやけうります」という童話が掲載されている。このことは、プロの作家からクローバー子供図書館や好子が信頼されていたことを物語るものである。

### 大人向けの行事
クローバー子供図書館では大人、特に子供を持つ親に向けた活動として、1975年（昭和50年）に「児童文学を読む大人のための読書会」を、1982年（昭和57年）4月には「どんぐりの会」と称するおはなし勉強会を、1986年（昭和61年）4月には読書会に替えて児童文学講座をそれぞれ開始した。特に児童文学講座は作家や評論家を東京から招いて講師になってもらうという本格的なもので、福島県各地から参加者（公共図書館や文庫の関係者）が集う公立図書館並みの講座であった。講師を務めた人物に小澤俊夫、清水真砂子、松居直、渡辺茂男がいる。これらの活動は、どんぐりの会が1987年（昭和62年）3月に、児童文学講座が1998年（平成10年）にそれぞれ終了している。